# Urschenheim
Urschenheim település Franciaországban, Haut-Rhin megyében. Lakosainak száma 796 fő (2022. január 1.). Urschenheim Muntzenheim, Durrenentzen, Kunheim, Biesheim, Widensolen és Fortschwihr községekkel határos.

## Népesség
A település népessége az elmúlt években az alábbi módon változott:
| Lakosok száma | 709  | 710  | 747  | 735  | 748  | 757  | 778  | 784  | 796  |
|               | 2013 | 2015 | 2016 | 2017 | 2018 | 2019 | 2020 | 2021 | 2022 |